# Liste der Teilnehmer an den Koalitionsverhandlungen zwischen SPD, Bündnis 90/Die Grünen und FDP 2021

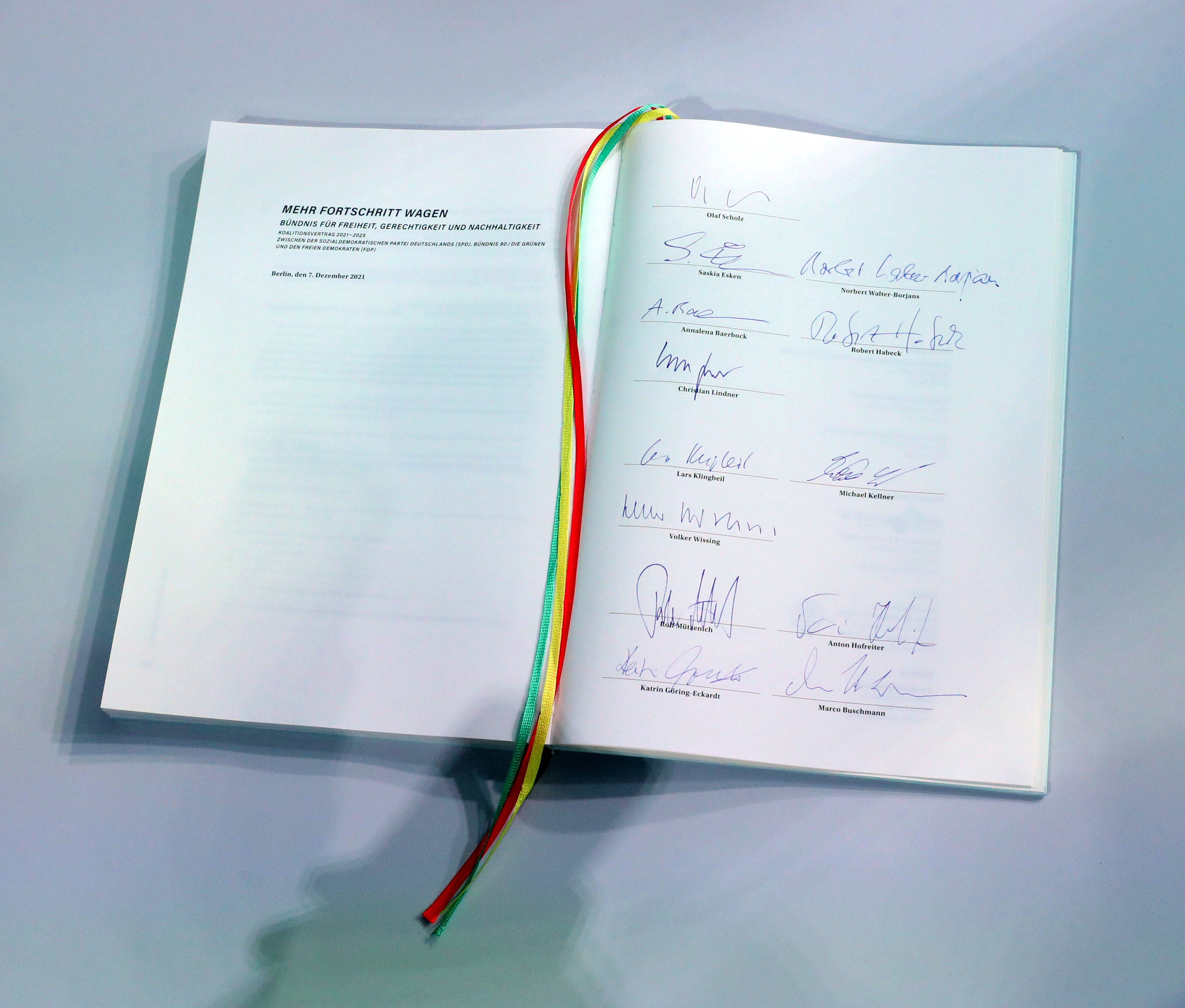
Unterzeichnung des Koalitionsvertrages der 20. Wahlperiode des Deutschen Bundestages am 7. Dezember 2021 in Berlin.

Die Liste der Teilnehmer an den Koalitionsverhandlungen zwischen SPD, Bündnis 90/Die Grünen und FDP 2021 listet die Personen auf, die an den nach der Bundestagswahl 2021 stattfindenden Koalitionsverhandlungen zwischen den Parteien teilnahmen.
Am 21. Oktober 2021 begannen die Verhandlungen zur Bildung einer Ampel-Koalition (Kabinett Scholz). Am 24. November 2021 waren die Koalitionsverhandlungen abgeschlossen. Am 7. Dezember 2021 wurde schließlich der Koalitionsvertrag der 20. Wahlperiode des Bundestages unterzeichnet.

## Kleine Runde

### SPD
- Olaf Scholz, Kanzlerkandidat
- Saskia Esken, SPD-Vorsitzende
- Norbert Walter-Borjans, SPD-Vorsitzender
- Rolf Mützenich, Vorsitzender der SPD-Bundestagsfraktion
- Lars Klingbeil, Generalsekretär der SPD
- Malu Dreyer, Ministerpräsidentin von Rheinland-Pfalz
- Manuela Schwesig, Ministerpräsidentin von Mecklenburg-Vorpommern & Vorsitzende der SPD Mecklenburg-Vorpommern[5]

### Bündnis 90/Die Grünen
- Annalena Baerbock, Parteivorsitzende
- Robert Habeck, Parteivorsitzender
- Katrin Göring-Eckardt, Fraktionsvorsitzende
- Anton Hofreiter, Fraktionsvorsitzender
- Britta Haßelmann, Fraktionsgeschäftsführerin
- Claudia Roth, Bundestagsvizepräsidentin
- Ricarda Lang, stellvertretende Parteivorsitzende
- Michael Kellner, Parteigeschäftsführer
- Winfried Kretschmann, Ministerpräsident Baden-Württemberg

### FDP
Die FDP wurde durch ihr Präsidium vertreten:
- Christian Lindner, FDP-Parteivorsitzender
- Volker Wissing, FDP-Generalsekretär
- Wolfgang Kubicki, stellvertretender FDP-Vorsitzender
- Nicola Beer, stellvertretende FDP-Vorsitzende
- Johannes Vogel, stellvertretender FDP-Vorsitzender
- Marco Buschmann, parlamentarischer Geschäftsführer der FDP-Bundestagsfraktion
- Lydia Hüskens, FDP-Vorsitzende Sachsen-Anhalt
- Michael Theurer, FDP-Vorsitzender Baden-Württemberg
- Bettina Stark-Watzinger, parlamentarische Geschäftsführerin der FDP-Bundestagsfraktion
- Harald Christ, FDP-Schatzmeister
- Moritz Körner, Mitglied des Europäischen Parlaments

## Arbeitsgruppen
Es wurden 22 Arbeitsgruppen gebildet. Die Leitung oblag den Chefverhandlern jeder Partei. 

### Moderner Staat und Demokratie
|                    | SPD               | Grüne            | FDP              |
| ------------------ | ----------------- | ---------------- | ---------------- |
| Chefverhandler     | Thomas Kutschaty  | Britta Haßelmann | Konstantin Kuhle |
| weitere Mitglieder | Verena Hubertz    | Till Steffen     | Bernd Buchholz   |
| weitere Mitglieder | Dirk Wiese        | Martin Hagen     | Matthias Frey    |
| weitere Mitglieder | Marianne Schieder | Florian Stegmann | Judith Pirscher  |

### Digitale Innovationen und digitale Infrastruktur
|                    | SPD                | Grüne                | FDP               |
| ------------------ | ------------------ | -------------------- | ----------------- |
| Chefverhandler     | Jens Zimmermann    | Malte Spitz          | Andreas Pinkwart  |
| weitere Mitglieder | Falko Mohrs        | Anna Christmann      | Mario Brandenburg |
| weitere Mitglieder | Jan Pörksen        | Jan Philipp Albrecht | Manuel Höferlin   |
| weitere Mitglieder | Elvan Korkmaz-Emre | Alexandra Geese      | Bernd Schlömer    |

### Innovation, Wissenschaft und Forschung
|                    | SPD                 | Grüne              | FDP                 |
| ------------------ | ------------------- | ------------------ | ------------------- |
| Chefverhandler     | Thomas Losse-Müller | Katharina Fegebank | Lydia Hüskens       |
| weitere Mitglieder | Manja Schüle        | Kai Gehring        | Jens Brandenburg    |
| weitere Mitglieder | Wiebke Esdar        | Angela Dorn-Rancke | Magnus Buhlert      |
| weitere Mitglieder | Michael Müller      | Dieter Janecek     | Thomas Sattelberger |

### Wirtschaft
|                    | SPD                | Grüne           | FDP             |
| ------------------ | ------------------ | --------------- | --------------- |
| Chefverhandler     | Carsten Schneider  | Cem Özdemir     | Michael Theurer |
| weitere Mitglieder | Peter Tschentscher | Katharina Dröge | Torsten Herbst  |
| weitere Mitglieder | Sabine Poschmann   | Maik Außendorf  | Reinhard Houben |
| weitere Mitglieder | Bernd Westphal     | Anna Cavazzini  | Michael Kruse   |
| weitere Mitglieder | Johann Saathoff    | Anna Kebschull  | Andreas Reichel |
| weitere Mitglieder | Gabriele Katzmarek | Claudia Müller  | Daniela Schmitt |

### Umwelt- und Naturschutz
|                    | SPD                      | Grüne            | FDP              |
| ------------------ | ------------------------ | ---------------- | ---------------- |
| Chefverhandler     | Rita Schwarzelühr-Sutter | Steffi Lemke     | Stefan Birkner   |
| weitere Mitglieder | Florian von Brunn        | Bettina Hoffmann | Olaf in der Beek |
| weitere Mitglieder | Carsten Träger           | Jutta Paulus     | Karlheinz Busen  |
| weitere Mitglieder | Isabel Mackensen-Geis    | Axel Vogel       | Judith Skudelny  |

### Landwirtschaft und Ernährung
|                    | SPD               | Grüne           | FDP           |
| ------------------ | ----------------- | --------------- | ------------- |
| Chefverhandler     | Till Backhaus     | Renate Künast   | Carina Konrad |
| weitere Mitglieder | Susanne Mittag    | Priska Hinz     | Andy Becht    |
| weitere Mitglieder | Olaf Lies         | Harald Ebner    | Lukas Braun   |
| weitere Mitglieder | Franziska Kersten | Martin Häusling | Gero Hocker   |

### Mobilität
|                    | SPD                  | Grüne           | FDP              |
| ------------------ | -------------------- | --------------- | ---------------- |
| Chefverhandler     | Anke Rehlinger       | Anton Hofreiter | Oliver Luksic    |
| weitere Mitglieder | Dorothee Martin      | Tarek Al-Wazir  | Daniela Kluckert |
| weitere Mitglieder | Andreas Bovenschulte | Matthias Gastel | Christof Rasche  |
| weitere Mitglieder | Sören Bartol         | Maike Schaefer  | Daniela Schmitt  |

### Klima, Energie, Transformation
|                    | SPD              | Grüne              | FDP              |
| ------------------ | ---------------- | ------------------ | ---------------- |
| Chefverhandler     | Matthias Miersch | Oliver Krischer    | Lukas Köhler     |
| weitere Mitglieder | Stephan Weil     | Anne Spiegel       | Nicole Bauer     |
| weitere Mitglieder | Svenja Schulze   | Michael Bloss      | Andreas Pinkwart |
| weitere Mitglieder | Dietmar Woidke   | Tobias Goldschmidt | René Rock        |
| weitere Mitglieder | Delara Burkhardt | Ingrid Nestle      | Michael Theurer  |
| weitere Mitglieder | Kathrin Michel   | Jürgen Trittin     | Sandra Weeser    |

### Sozialstaat, Grundsicherung, Rente
|                    | SPD              | Grüne               | FDP             |
| ------------------ | ---------------- | ------------------- | --------------- |
| Chefverhandler     | Dagmar Schmidt   | Sven Lehmann        | Johannes Vogel  |
| weitere Mitglieder | Melanie Leonhard | Markus Kurth        | Dennys Bornhöft |
| weitere Mitglieder | Martin Rosemann  | Stephanie Aeffner   | Sylvia Bruns    |
| weitere Mitglieder | Martin Dulig     | Belit Onay          |                 |
| weitere Mitglieder | Katja Mast       | Udo Philipp         | Heiner Garg     |
| weitere Mitglieder | Rasha Nasr       | Christiane Rohleder | Pascal Kober    |

### Arbeit
|                    | SPD                  | Grüne                    | FDP              |
| ------------------ | -------------------- | ------------------------ | ---------------- |
| Chefverhandler     | Hubertus Heil        | Katharina Dröge          | Johannes Vogel   |
| weitere Mitglieder | Alexander Schweitzer | Frank Bsirske            | Jens Brandenburg |
| weitere Mitglieder | Yasmin Fahimi        | Beate Müller-Gemmeke     | Bernd Buchholz   |
| weitere Mitglieder | Jessica Rosenthal    | Wolfgang Strengmann-Kuhn | Jens Teutrine    |

### Bauen und Wohnen
|                    | SPD                  | Grüne          | FDP                  |
| ------------------ | -------------------- | -------------- | -------------------- |
| Chefverhandler     | Kevin Kühnert        | Christian Kühn | Daniel Föst          |
| weitere Mitglieder | Dorothee Stapelfeldt | Daniela Wagner | Christoph Dammermann |
| weitere Mitglieder | Bernhard Daldrup     | Canan Bayram   | Sebastian Körber     |
| weitere Mitglieder | Claudia Tausend      | Stephan Kühn   | Hagen Reinhold       |

### Gesundheit und Pflege
|                    | SPD             | Grüne                | FDP                         |
| ------------------ | --------------- | -------------------- | --------------------------- |
| Chefverhandler     | Katja Pähle     | Maria Klein-Schmeink | Christine Aschenberg-Dugnus |
| weitere Mitglieder | Bärbel Bas      | Janosch Dahmen       | Heiner Garg                 |
| weitere Mitglieder | Karl Lauterbach | Manfred Lucha        | Andrew Ullmann              |
| weitere Mitglieder | Daniela Behrens | Kordula Schulz-Asche | Nicole Westig               |

### Bildung und Chancen für alle
|                    | SPD              | Grüne              | FDP                 |
| ------------------ | ---------------- | ------------------ | ------------------- |
| Chefverhandler     | Andreas Stoch    | Felix Banaszak     | Jens Brandenburg    |
| weitere Mitglieder | Ties Rabe        | Theresa Schopper   | Björn Försterling   |
| weitere Mitglieder | Stefanie Hubig   | Anke Erdmann       | Yvonne Gebauer      |
| weitere Mitglieder | Oliver Kaczmarek | Lasse Petersdotter | Thomas Sattelberger |

### Kinder, Familien, Senioren und Jugend
|                    | SPD              | Grüne                 | FDP                 |
| ------------------ | ---------------- | --------------------- | ------------------- |
| Chefverhandler     | Serpil Midyatli  | Katrin Göring-Eckardt | Stephan Thomae      |
| weitere Mitglieder | Sönke Rix        | Ekin Deligöz          | Jens Beeck          |
| weitere Mitglieder | Antje Draheim    | Katja Keul            | Maren Jasper-Winter |
| weitere Mitglieder | Stefan Schwartze | Anja Stahmann         | Jens Teutrine       |

### Kultur- und Medienpolitik
|                    | SPD                  | Grüne          | FDP                 |
| ------------------ | -------------------- | -------------- | ------------------- |
| Chefverhandler     | Carsten Brosda       | Claudia Roth   | Otto Fricke         |
| weitere Mitglieder | Heike Raab           | Theresia Bauer | Thomas Hacker       |
| weitere Mitglieder | Michelle Müntefering | Erhard Grundl  | Thomas Nückel       |
| weitere Mitglieder | Bettina Martin       | Tabea Rößner   | Christopher Vorwerk |

### Innere Sicherheit, Bürgerrechte, Justiz, Verbraucherschutz, Sport
|                    | SPD                 | Grüne               | FDP                  |
| ------------------ | ------------------- | ------------------- | -------------------- |
| Chefverhandler     | Christine Lambrecht | Konstantin von Notz | Wolfgang Kubicki     |
| weitere Mitglieder | Katarina Barley     | Irene Mihalic       | Svenja Hahn          |
| weitere Mitglieder | Thomas Hitschler    | Lamya Kaddor        | Konstantin Kuhle     |
| weitere Mitglieder | Georg Maier         | Sergey Lagodinsky   | Matthias Schulenberg |
| weitere Mitglieder | Mahmut Özdemir      | Manuela Rottmann    | Benjamin Strasser    |
| weitere Mitglieder | Johannes Fechner    | Verena Schäffer     | Stephan Thomae       |

### Gleichstellung, Vielfalt
|                    | SPD            | Grüne         | FDP                  |
| ------------------ | -------------- | ------------- | -------------------- |
| Chefverhandler     | Petra Köpping  | Ricarda Lang  | Herbert Mertin       |
| weitere Mitglieder | Leni Breymaier | Aminata Touré | Martin Hagen         |
| weitere Mitglieder | Karamba Diaby  | Gesine Agena  | Katrin Helling-Plahr |
| weitere Mitglieder | Kaweh Mansoori | Ulle Schauws  | Michael Kauch        |

### Gute Lebensverhältnisse in Stadt und Land
|                    | SPD                          | Grüne              | FDP                           |
| ------------------ | ---------------------------- | ------------------ | ----------------------------- |
| Chefverhandler     | Frank Junge                  | Manuela Rottmann   | Marie-Agnes Strack-Zimmermann |
| weitere Mitglieder | Sabine Bätzing-Lichtenthäler | Katja Dörner       | Kai Abruszat                  |
| weitere Mitglieder | Sören Link                   | Stefan Schmidt     | Torsten Herbst                |
| weitere Mitglieder | Elisabeth Kaiser             | Franziska Schubert | Thomas Nitzsche               |

### Flucht, Migration, Integration
|                    | SPD             | Grüne          | FDP               |
| ------------------ | --------------- | -------------- | ----------------- |
| Chefverhandler     | Boris Pistorius | Luise Amtsberg | Joachim Stamp     |
| weitere Mitglieder | Frank Schwabe   | Erik Marquardt | Hans-Ulrich Rülke |
| weitere Mitglieder | Nancy Faeser    | Dirk Adams     | Linda Teuteberg   |
| weitere Mitglieder | Aydan Özoğuz    | Filiz Polat    | Stephan Thomae    |

### Außen, Sicherheit, Verteidigung, Entwicklung, Menschenrechte
|                    | SPD               | Grüne              | FDP                           |
| ------------------ | ----------------- | ------------------ | ----------------------------- |
| Chefverhandler     | Heiko Maas        | Omid Nouripour     | Alexander Graf Lambsdorff     |
| weitere Mitglieder | Siemtje Möller    | Agnieszka Brugger  | Bijan Djir-Sarai              |
| weitere Mitglieder | Dietmar Nietan    | Reinhard Bütikofer | Gyde Jensen                   |
| weitere Mitglieder | Bärbel Kofler     | Tobias Lindner     | Michael Georg Link            |
| weitere Mitglieder | Gabriela Heinrich | Hannah Neumann     | Frank Müller-Rosentritt       |
| weitere Mitglieder | Nils Schmid       | Pegah Edalatian    | Marie-Agnes Strack-Zimmermann |

### Europa
|                    | SPD               | Grüne              | FDP                |
| ------------------ | ----------------- | ------------------ | ------------------ |
| Chefverhandler     | Udo Bullmann      | Franziska Brantner | Nicola Beer        |
| weitere Mitglieder | Jens Geier        | Jamila Schäfer     | Christian Dürr     |
| weitere Mitglieder | Michael Roth      | Terry Reintke      | Michael Georg Link |
| weitere Mitglieder | Gabriele Bischoff | Manuel Sarrazin    | Frank Schäffler    |

### Finanzen und Haushalt
|                    | SPD              | Grüne                  | FDP               |
| ------------------ | ---------------- | ---------------------- | ----------------- |
| Chefverhandler     | Doris Ahnen      | Lisa Paus              | Christian Dürr    |
| weitere Mitglieder | Sarah Ryglewski  | Anja Hajduk            | Otto Fricke       |
| weitere Mitglieder | Achim Post       | Danyal Bayaz           | Christian Grascha |
| weitere Mitglieder | Michael Schrodi  | Sven Giegold           | Katja Hessel      |
| weitere Mitglieder | Dennis Rohde     | Monika Heinold         | Moritz Körner     |
| weitere Mitglieder | Cansel Kiziltepe | Sven-Christian Kindler | Florian Toncar    |